# HSBC
HSBC Holdings plc (tên đầy đủ: Hong Kong and Shanghai Banking Corporation. Dịch: Tập đoàn Ngân hàng Hồng Kông và Thượng Hải) là một ngân hàng đầu tư đa quốc gia và công ty cổ phần dịch vụ tài chính của Anh. Đây là ngân hàng lớn thứ hai ở châu Âu sau BNP Paribas, với tổng vốn chủ sở hữu là 206,777 tỷ USD và tài sản là 2,958 nghìn tỷ USD tính đến tháng 12 năm 2021. Năm 2021, HSBC có 10,8 nghìn tỷ USD tài sản đang được lưu ký (AUC) và 4,9 nghìn tỷ USD tài sản được quản lý (AUA), tương ứng. HSBC có nguồn gốc từ một ngân hàng hong ở Hồng Kông thuộc Anh, và hình thức hiện tại của nó được thành lập tại Luân Đôn bởi Tập đoàn Ngân hàng Hồng Kông và Thượng Hải, nhằm hoạt động như một công ty cổ phần mới vào năm 1991; tên của nó bắt nguồn từ tên viết tắt của công ty đó. Tập đoàn Ngân hàng Hồng Kông và Thượng Hải đã mở chi nhánh tại Thượng Hải vào năm 1865 và chính thức được thành lập vào năm 1866.
HSBC có văn phòng tại 64 quốc gia và vùng lãnh thổ trên khắp Châu Phi, Châu Á, Châu Đại Dương, Châu Âu, Bắc Mỹ và Nam Mỹ, phục vụ khoảng 40 triệu khách hàng. Tính đến năm 2020, đây là ngân hàng lớn thứ sáu thế giới tính theo tổng tài sản và vốn hóa thị trường. HSBC là công ty đại chúng lớn thứ 40 trên thế giới, theo một thước đo tổng hợp của tạp chí Forbes.
HSBC được tổ chức trong ba nhóm kinh doanh: Ngân hàng Thương mại, Ngân hàng Toàn cầu và Thị trường, Tài chính và Ngân hàng Cá nhân. Năm 2020, ngân hàng thông báo hợp nhất nhánh Ngân hàng Bán lẻ & Quản lý Tài sản với Ngân hàng Tư nhân Toàn cầu, để hình thành Ngân hàng Quản lý Tài sản & Cá nhân.
HSBC có danh sách kép trên Sở giao dịch chứng khoán Hồng Kông và Sở giao dịch chứng khoán Luân Đôn và là một bộ phận cấu thành của Chỉ số Hang Seng và Chỉ số FTSE 100. Công ty có danh sách thứ cấp trên Sở giao dịch chứng khoán New York và Sở giao dịch chứng khoán Bermuda.
Lịch sử của HSBC đã bị cản trở bởi liên tiếp các vụ bê bối và ngân hàng này đã nhiều lần bị phạt vì rửa tiền (đôi khi liên quan đến các tổ chức tội phạm như băng đảng Sinaloa) hoặc thiết lập các kế hoạch trốn thuế quy mô lớn.

### 2000 tới 2010

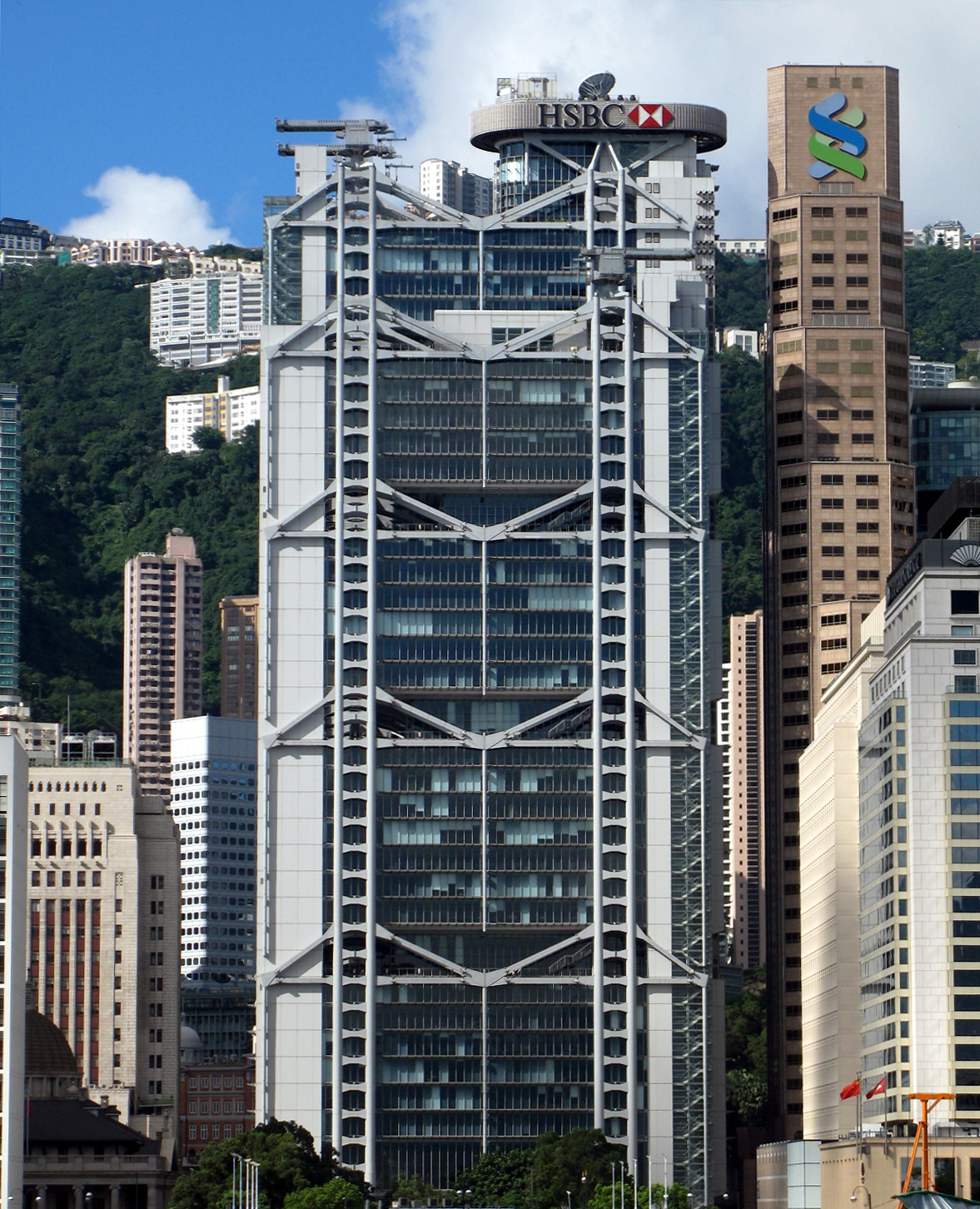
Tòa nhà chính của HSBC ở Hồng Kông, do Norman Foster thiết kế và hoàn thành vào năm 1985

## Hoạt động

Bản đồ thể hiện các quốc gia trên thế giới mà HSBC hiện đang hoạt động

### Brexit

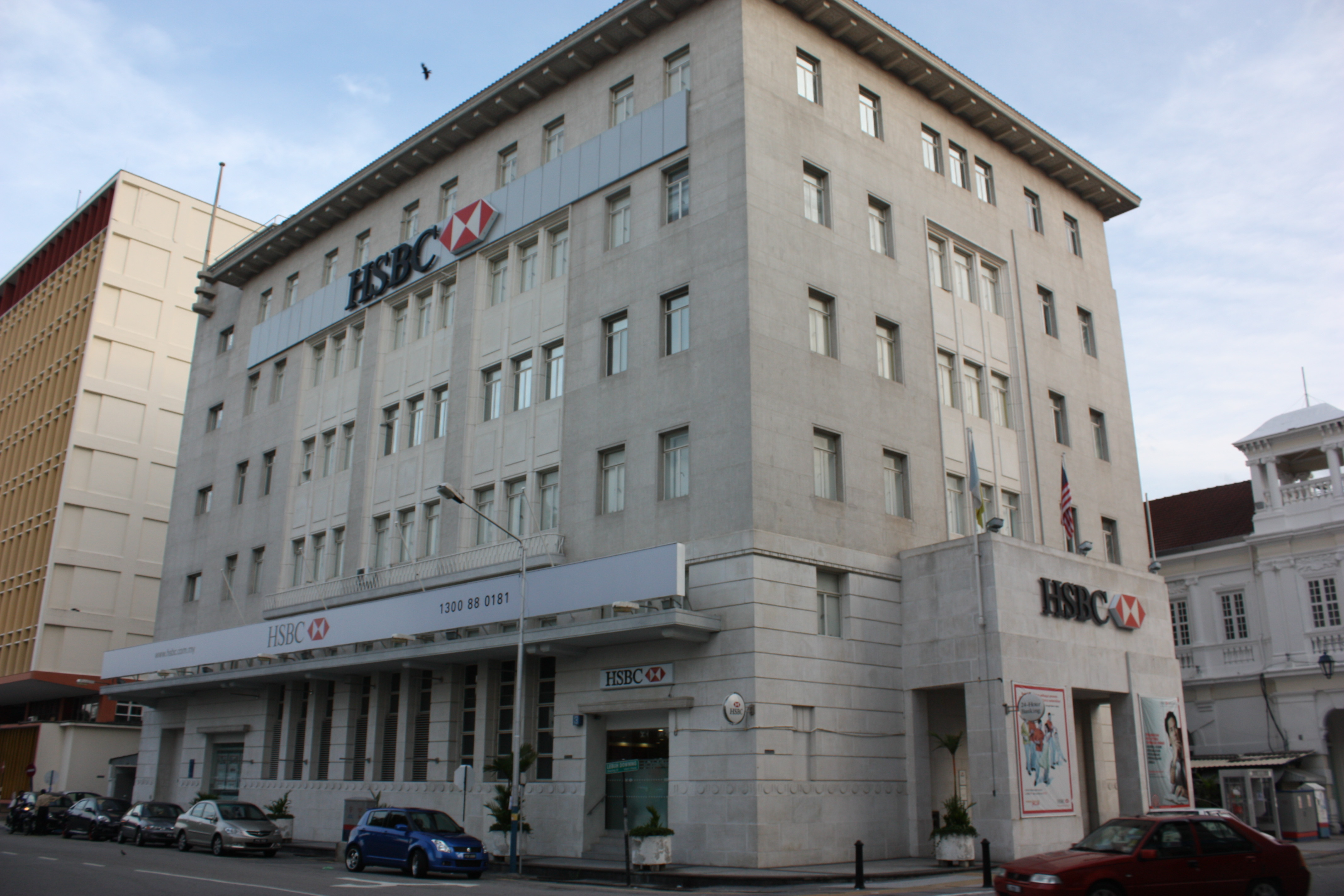
Ngân hàng HSBC tại George Town, Penang, Malaysia

### Các công ty con chính

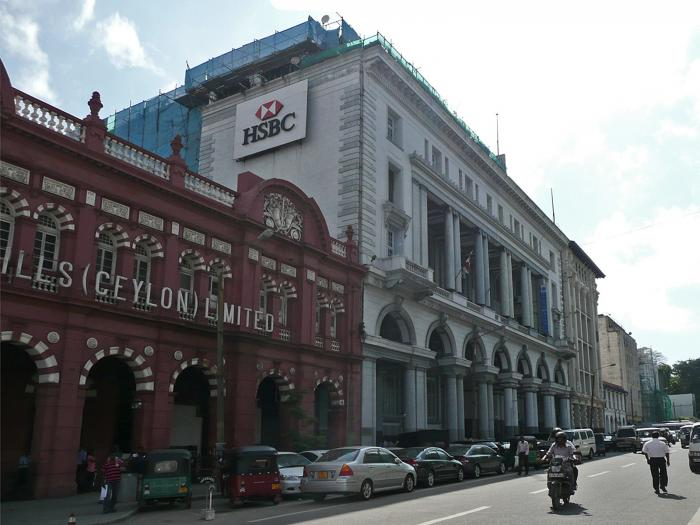
HSBC Bank ở Pháo đài Colombo, Sri Lanka

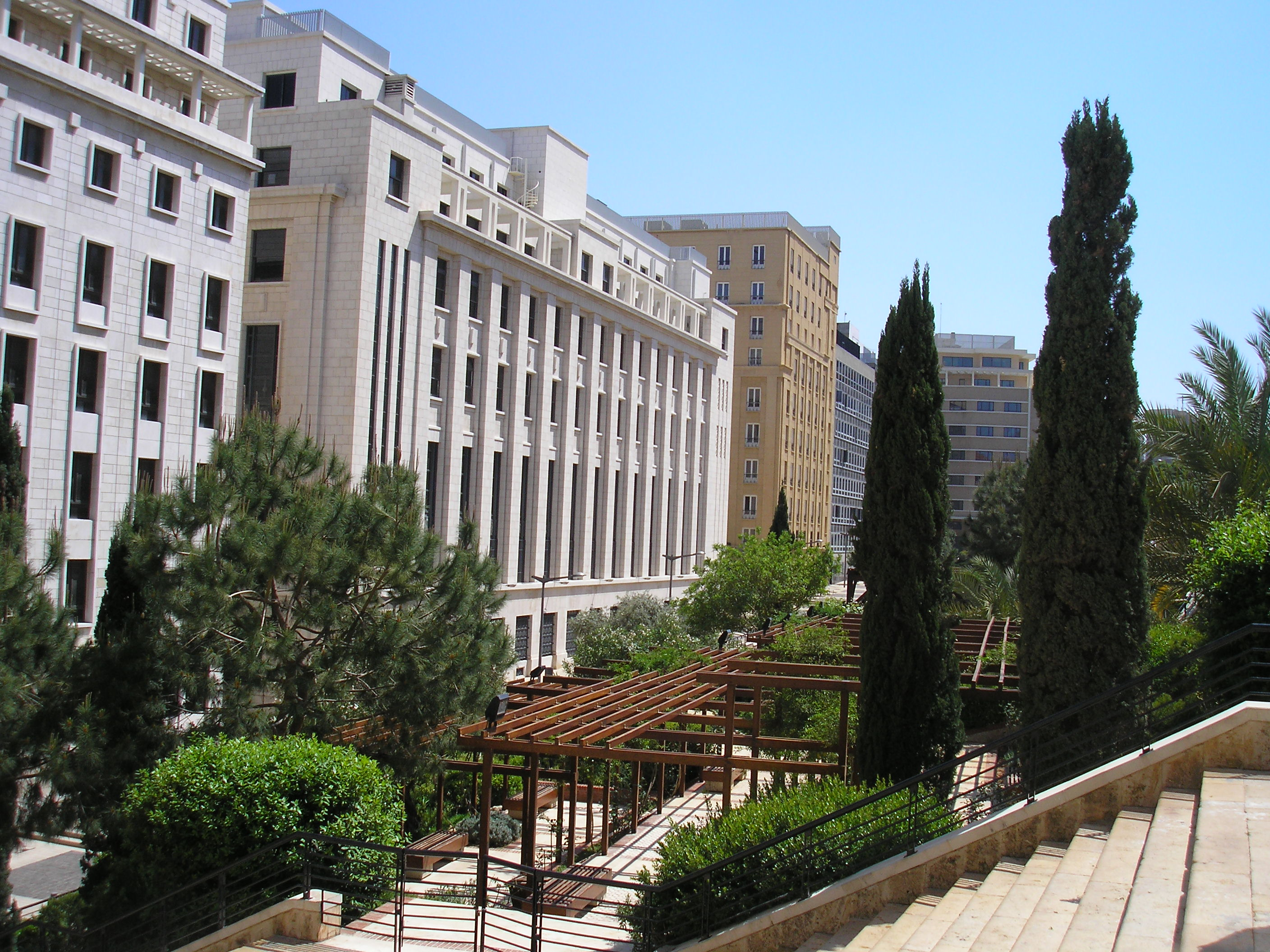
HSBC đã duy trì sự hiện diện của mình ở Beirut, Liban kể từ năm 1946, do là ngân hàng đầu tiên ở Trung Đông

#### Trung tâm dịch vụ nhóm

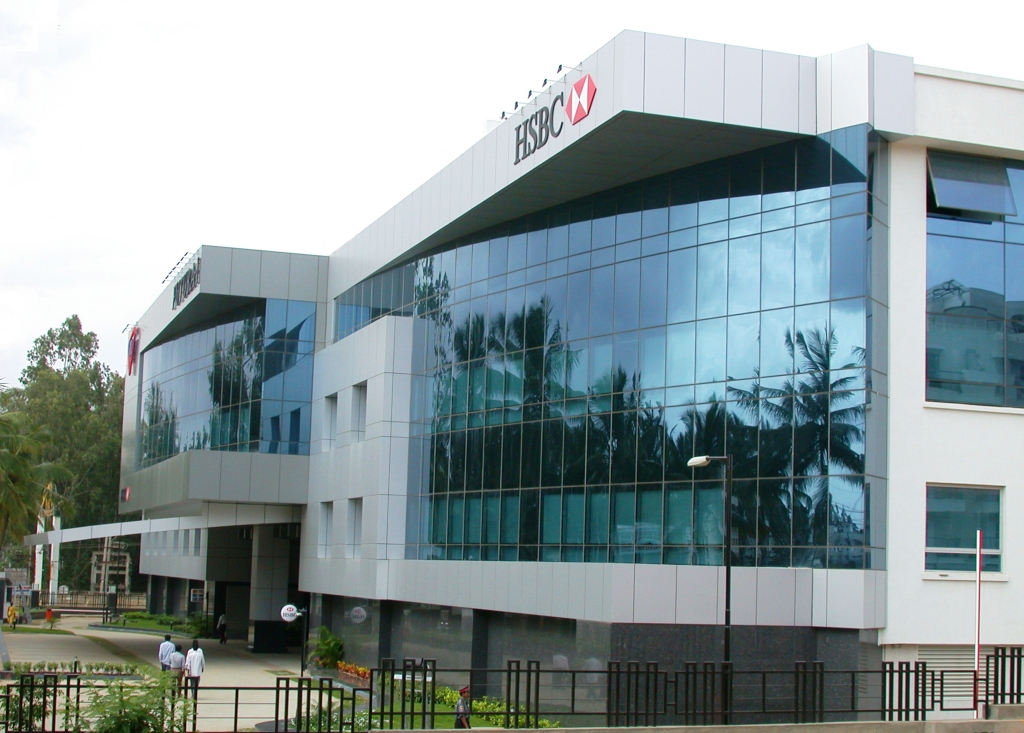
Trung tâm Xử lý Dữ liệu của HSBC tại Bangalore, Ấn Độ

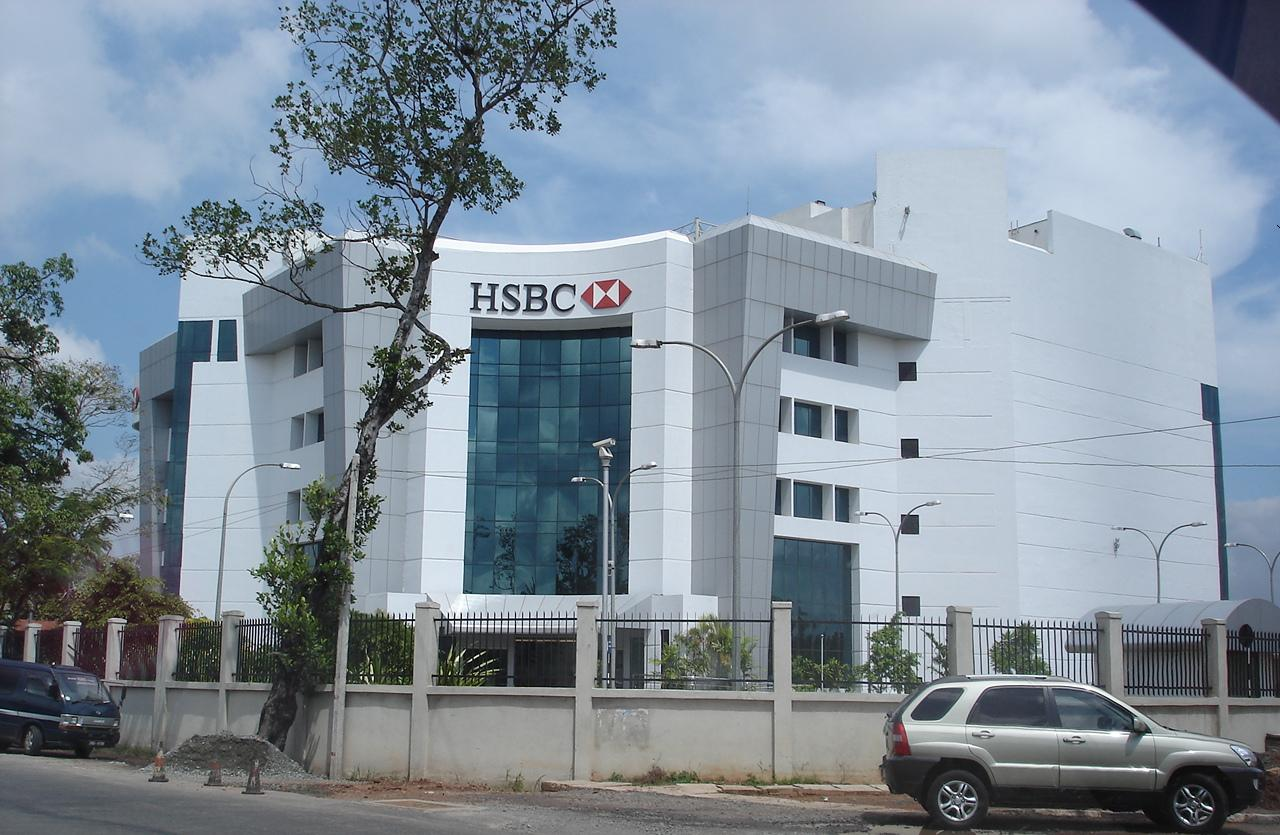
Trung tâm Công nghệ HSBC tại Colombo, Sri Lanka

## Lịch sử